# Langs overwoekerde paden

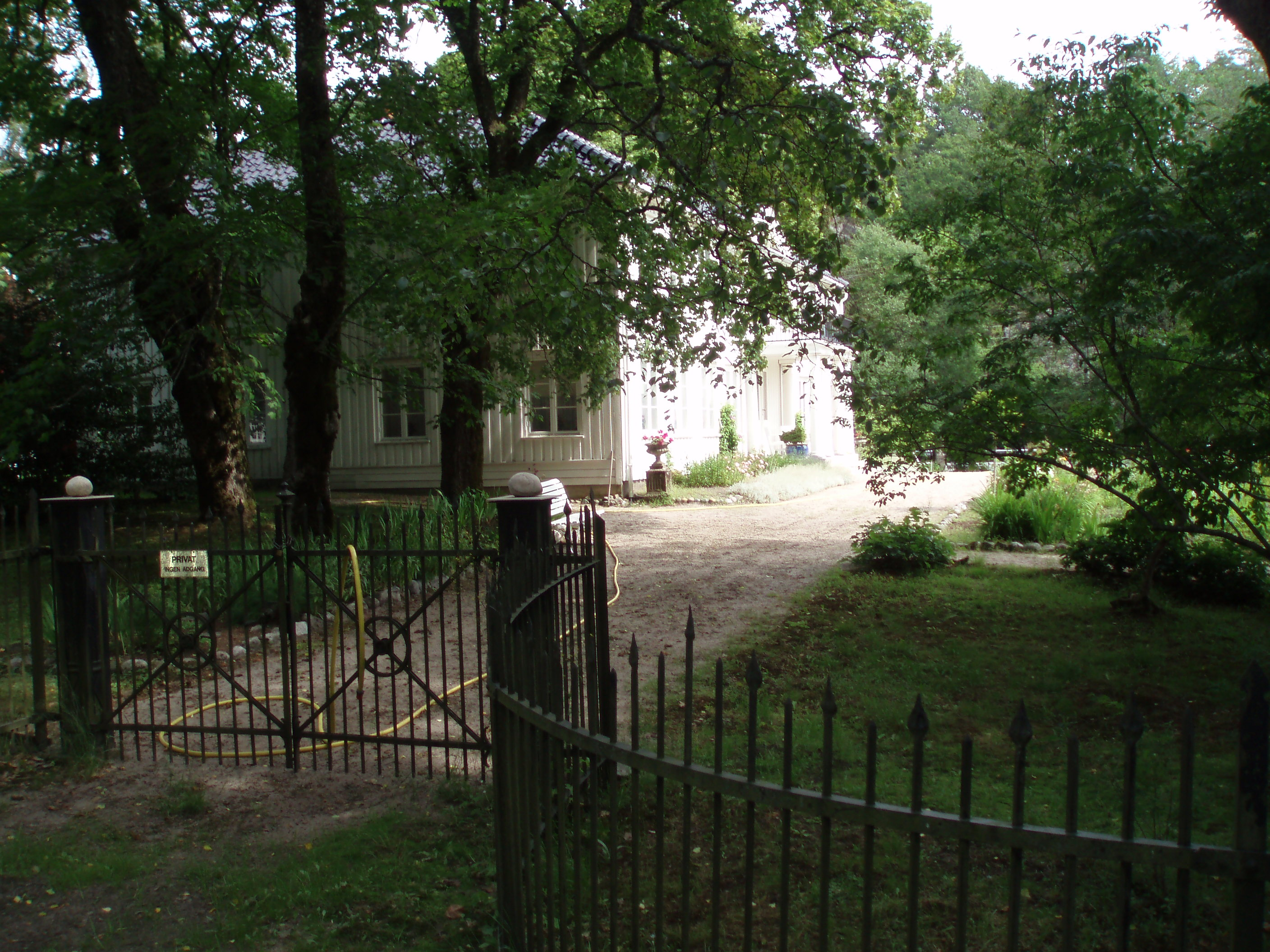
Hamsuns landgoed Nørholm, waar hij in huis-arrest zat en 'Langs overwoekerde paden' schreef

Langs overwoekerde paden (Noors: Paa gjengrodde Stier, verschenen in 1949) is het laatste literaire werk van de Noorse schrijver en Nobelprijswinnaar Knut Hamsun. Het werd geschreven tijdens een periode van huisarrest, nadat hij was beschuldigd van collaboratie met de Duitsers. Deels kan het werk gezien worden als een poging om aantijgingen dat zijn geestvermogens waren aangetast te weerleggen.

## Typering
Langs overwoekerde paden is een opvallend document humain uit de hedendaagse wereldliteratuur. Flitsende momentopnamen, terugblikken en impressies in dagbladvorm, herinneringsbeelden uit de verschillende stadia van zijn lange leven die soms uitgroeien tot novellen, kritisch, filosofisch en moraliserend commentaar op de mensen om hem heen en de recente gebeurtenissen waarin hij is betrokken, en ten slotte authentieke documenten die verband houden met zijn rechtszaak (met name zijn verdedigingsrede) vormen de stof waaruit het boek is opgebouwd.

## Citaten
- Ik zie een vlag halfstok hangen. Iemand is gestorven, maar ik ben het niet. Het is ook niemand van ons. We zijn erg taai.

- Het jaar is 1946, 11 februari. Ik ben weer uit de psychiatrische kliniek. Waarmee niet bedoeld is dat ik vrij ben, maar ik kan weer ademhalen. Ademen is in feite het enige wat ik voorlopig kan doen. Ik ben er slecht aan toe. Ik was gezond toen ik erin kwam.

- St. Jansdag 1948. Vandaag heeft het opperste Noorse gerechtshof vonnis geveld en eindig ik mijn schriftuur.

Dit laatste citaat zou Hamsuns laatste regel zijn die in druk verscheen.

## Nederlandse uitgave
Een Nederlandse vertaling van Cora Polet verscheen in de Privé-domein-reeks (1978).